# Liga dos Campeões da CAF de 1970
A Copa Africana dos Campeões Clubes 1970 foi a 6ª edição da competição anual de clubes internacionais de futebol realizada na região da CAF (África). O torneio foi jogado por 23 equipes de 23 paises e usou um formato eliminatório. O Asante Kotoko, de Gana, venceu a final contra o TP Mazembe da República Democrática  do Congo e tornou-se campeão do CAF pela primeira vez.

## Equipes classificadas
| Associação                     | Equipe                 | Classificação                                                                      |
| ------------------------------ | ---------------------- | ---------------------------------------------------------------------------------- |
| Costa do Marfim                | Stade d'Abidjan        | Campeão – Campeonato Marfinense de Futebol de 1969                                 |
| Gabão                          | Aigle Royal            | Campeão – Campeonato Gabonês de Futebol de 1969                                    |
| Tanzânia                       | Young Africans         | Campeão – Campeonato Tanzaniano de Futebol de 1969                                 |
| Madagáscar                     | US Fonctionnaires      | Campeão – Campeonato Malgaxe de Futebol de 1969                                    |
| República Democrática do Congo | TP Mazembe             | Campeão – Campeonato Nacional de Futebol da República Democrática do Congo de 1969 |
| Somália                        | Jeenyo United FC       | Campeão – Campeonato Somali de Futebol de 1969                                     |
| Sudão                          | Al-Hilal               | Campeão – Campeonato Sudanês de Futebol de 1970                                    |
| Gana                           | Asante Kotoko          | Campeão – Campeonato Ganês de Futebol de 1969                                      |
| Egito                          | Ismaily SC             | Campeão – Liga dos Campeões da CAF de 1969                                         |
| Togo                           | Modèle Lomé            | Campeão – Campeonato Togolês de Futebol de 1969                                    |
| Camarões                       | Union Douala           | Campeão – Campeonato Camaronês de Futebol de 1969                                  |
| Quênia                         | Nakuru AllStars (1961) | Campeão – Campeonato Queniano de Futebol de 1969                                   |
| República do Congo             | CARA Brazzaville       | Campeão – Campeonato Congolês de Futebol de 1970                                   |
| Benim                          | Entente FC             | Campeão – Campeonato Beninense de Futebol de 1969                                  |
| Níger                          | Olympic                | Campeão – Campeonato Nigerino de Futebol de 1969                                   |
| Guiné                          | AS Kaloum Star         | Campeão – Campeonato Guineano de Futebol de 1969                                   |
| Burquina Fasso                 | ASF Bobo Dioulasso     | Convidado                                                                          |
| Nigéria                        | Stationery Stores FC   | convidado                                                                          |
| Mali                           | AS Real Bamako         | Campeão – Campeonato Malinês de Futebol de 1969                                    |
| Uganda                         | Maroons FC             | Campeão – Campeonato Ugandense de Futebol de 1969                                  |
| Argélia                        | CR Belouzdad           | Campeão – Campeonato Argelino de Futebol de 1969                                   |
| Senegal                        | ASC Jeanne d'Arc       | Campeão – Campeonato Senegalês de Futebol de 1969                                  |
| Etiópia                        | Tele SC                | Campeão – Campeonato Etíope de Futebol de 1969                                     |

## Primeira rodada[3]
| Equipe 1         | Total | Equipe 2       | 1.º jogo | 2.º jogo |
| ---------------- | ----- | -------------- | -------- | -------- |
| Real Bamako      | 5-2   | Bobo           | 3-0      | 2-2      |
| Aigle Royal      | 5-51  | Brazzaville    | 0-3      | 5-2      |
| Belouzdad        | 2     | Jeanne d'Arc   | 5-3      | W/O      |
| Jeenyo United    | 4-5   | Maroons        | 2-1      | 2-4      |
| Olympic          | 2-3   | Union Douala   | 0-2      | 2-1      |
| Stationer Stores | 6-3   | Entente        | 3-1      | 3-2      |
| Young Africans   | 6-4   | Fonctionnaires | 4-0      | 2-4      |

1 Brazzaville venceu no sorteio. 

2 Belouzdad desistiu.

## Segunda Rodada[4]
| Equipe 1         | Total | Equipe 2         | 1.º jogo | 2.º jogo |
| ---------------- | ----- | ---------------- | -------- | -------- |
| Real Bamako      | 4-9   | Stade d'Abidjan  | 2-3      | 2-6      |
| Mazembe          | 5-2   | CARA Brazzaville | 3-0      | 2-2      |
| Kaloum Star      | 4-3   | Jeanne d'Arc     | 3-1      | 1-2      |
| Ismaily          | 1-0   | Al-Hilal         | 1-0      | 0-0      |
| Nakuru AllStars  | 2-3   | Young Africans   | 1-0      | 1-3      |
| Maroons          | 4-41  | Tele             | 3-2      | 1-2      |
| Union Douala     | 1-11  | Modèle Lomé      | 0-0      | 1-1      |
| Stationer Stores | 3-3   | Asante Kotoko    | 3-2      | 0-12     |

1 Maroons e Modèle Lomé venceram após sorteio.  

2 O jogo foi abandonado com Asante Kotoko a liderar por 1-0, após uma invasão de campo; 
Asante Kotoko se qualifico.

## Quartas de Final[5]
| Equipe 1        | Total | Equipe 2      | 1.º jogo | 2.º jogo |
| --------------- | ----- | ------------- | -------- | -------- |
| Stade d'Abidjan | 4-5   | Kaloum Star   | 1-1      | 3-4      |
| Modèle Lomé     | 1-3   | Mazembe       | 0-0      | 1-3      |
| Ismaily         | 6-2   | Maroons       | 4-1      | 2-1      |
| Young Africans  | 1-3   | Asante Kotoko | 1-1      | 0-2      |

## Semifinais[6]
| Equipe 1    | Total | Equipe 2      | 1.º jogo | 2.º jogo |
| ----------- | ----- | ------------- | -------- | -------- |
| Kaloum Star | 2-5   | Mazembe       | 1-2      | 1-3      |
| Ismaily     | 0-2   | Asante Kotoko | 0-0      | 0-2      |

## Final
| Equipe 1      | Resultado | Equipe 2      |
| ------------- | --------- | ------------- |
| Asante Kotoko | 1-1       | Mazembe       |
| Mazembe       | 1-2       | Asante Kotoko |

## Campeão
| Liga dos Campeões da CAF |
| ------------------------ |
| Gana                     |
| Campeão                  |
| 1970                     |
| Asante Kotoko 1° Titúlo  |

## Artilheiros
Os melhores marcadores da Copa dos Campeões Africanos de 1970 são os seguintes:
| Rank | Nome              | Clube         | Gols |
| ---- | ----------------- | ------------- | ---- |
| 1    | Pierre Kalala     | Mazembe       | 4    |
| 2    | Hacène Lalmas     | Belouizdad    | 3    |
| 2    | Kamunda Tshinabu  | Mazembe       | 3    |
| 2    | Abdou El-Hamalawi | Ismaily       | 3    |
| 5    | André Kalonzo     | Mazembe       | 2    |
| 5    | Abukari Gariba    | Asante Kotoko | 2    |
| 5    | Malik Jabir       | Asante Kotoko | 2    |
| 5    | Ali Abo Greisha   | Ismaily       | 2    |